# D-Day (EP)
D-Day é o segundo extended Play (EP) japonês do cantor sul-coreano Daesung, mais conhecido por seu nome artístico D-Lite no Japão. Seu lançamento ocorreu em formato digital em 28 de março de 2017 e formato ísico em 12 de abril de 2017 pela YGEX. A canção "D-Day" de mesmo nome do EP, serviu como sua faixa título e foi lançada em 28 de março de 2017. 
Após o seu lançamento, D-Day alcançou o topo das paradas semanais da Oricon e Billboard Japan, tornando Daesung, o segundo cantor masculino estrangeiro, a ter dois álbuns consecutivos em número um no país.

## Antecedentes e composição
Em dezembro de 2016, foi anunciado a primeira turnê de Daesung a ser realizada nas arenas de cúpula do Japão, o que incluiu também a divulgação de apresentações nas cidades de Saitama e Osaka. A fim de servir como material de apoio a turnê, em fevereiro do ano seguinte, foi anunciado o lançamento de D-Day juntamente com a sua respectiva data, marcando o primeiro lançamento de Daesung em três anos, após o EP Delight (2014).
D-Day contém sete canções compostas por artistas japoneses conceituados como Ayaka, Hata Motohiro e Mizuno Yoshiki, além do próprio Daesung, que compôs algumas das canções presentes no mesmo, incluindo "Spring Breeze Melody". Ele conjuntamente com Kameda Seiji, são os responsáveis pela produção do EP, Kameda, já havia trabalhado anteriormente com Daesung, ao produzir seu álbum de estreia D'scover (2013). Em entrevista para o website japonês Barks Japan Music Network, Daesung descreveu D-Day como um EP mais animado e positivo do que seus lançamentos anteriores, e que o gravou com o "espírito de um jovem de vinte anos". Sua faixa título homônima, é uma canção otimista de pop rock que destaca seus vocais. Musicalmente semelhante a "Anymore", canção que contém elementos de rock e considerada uma "balada triste com vocais emocionais", em contraste a "Venus", canção baseada no funk com um "ritmo groove" remanescente de sua canção "Joyfull".

## Promoção
Para promover o álbum, Daesung realizou uma entrevista à estação de rádio Tokyo FM e participou de diversos programas de televisão japoneses, incluindo Sakigake, AmebaTV e Music On! TV. Ele também foi capa da revista An an e participou de editoriais para as revistas Numéro Tokyo, ViVi e TV Life. Em 13 de março de 2017, um teaser do vídeo musical da faixa título foi lançado no canal oficial de seu grupo Big Bang, pela plataforma de vídeos Youtube. No dia seguinte, a empresa Jiji Press lançou um vídeo exclusivo com cenas de seus bastidores. Adicionalmente, a YGEX publicou diariamente prévias de áudio das canções do EP em seu website.

## Lista de faixas
| D-Day – Edição padrão |                                           |                                        |                                |              |         |  |
| N.º                   | Título                                    | Letras                                 | Música                         | Arranjos     | Duração |  |
| 1.                    | "Intro (To You)" (君へ)                   | Sung Hwak Cho, Kenn Kato               | Sung Hwak Cho, Cokejazz        | Kameda Seiji | 2:25    |  |
| 2.                    | "D-Day"                                   | Hata Motohiro                          | Hata Motohiro                  | Kameda Seiji | 3:54    |  |
| 3.                    | "Venus"                                   | Mizuno Yoshiki                         | Mizuno Yoshiki                 | Kameda Seiji | 4:03    |  |
| 4.                    | "The Sign"                                | Ayaka                                  | Ayaka                          | Kameda Seiji | 3:59    |  |
| 5.                    | "Spring Breeze Melody" (ハルカゼメロディ) | Daesung "D-Lite", Kameda Seiji, Kota76 | Daesung "D-Lite"               | Kameda Seiji | 4:20    |  |
| 6.                    | "Close Future" (近未来)                   | Kameda Seiji                           | Daesung "D-Lite", Kameda Seiji | Kameda Seiji | 3:54    |  |
| 7.                    | "Anymore"                                 | Sung Hwak Cho, Yeon Jae Min            | Sung Hwak Cho, Cokejazz        | Kameda Seiji | 3:56    |  |

| Conteúdo bônus em DVD – Edição CD+DVD |                                                                                      |         |  |
| N.º                                   | Título                                                                               | Duração |  |
| 1.                                    | "D-Day" (Vídeo musical)                                                              |         |  |
| 2.                                    | "Wings" (Vídeo musical)                                                              |         |  |
| 3.                                    | "Utautai no Ballad (歌うたいのバラッド)" (Vídeo musical)                             |         |  |
| 4.                                    | "I Love You" (Vídeo musical)                                                         |         |  |
| 5.                                    | "Rainy Rainy" (Vídeo musical)                                                        |         |  |
| 6.                                    | "Shut Up" (Vídeo musical)                                                            |         |  |
| 7.                                    | "Look at me, Gwisun (ナルバキスン)" (Vídeo musical)                                  |         |  |
| 8.                                    | "D-Day" (Bastidores)                                                                 |         |  |
| 9.                                    | "DLive Goods" (Filme interlúdio)                                                     |         |  |
| 10.                                   | "DLive 2014 Goods" (Filme interlúdio)                                                |         |  |
| 11.                                   | "Encore!! 3D Tour" (Filme interlúdio)                                                |         |  |
| 12.                                   | "Wings + Look at Me, Gwisun" (Apresentação no concerto 0.TO.10 do Big Bang em Osaka) |         |  |
| 13.                                   | "Joyfull (com Seungri)" (Apresentação no concerto 0.TO.10 do Big Bang em Osaka)      |         |  |
| 14.                                   | "Utautai no Ballad (歌うたいのバラッド)" (Apresentação na D'scover Tour)             |         |  |
| 15.                                   | "Rainy Rainy" (Apresentação na D'slove Tour)                                         |         |  |
| 16.                                   | "Dress" (Apresentação na Encore!! 3D Tour)                                           |         |  |

## Desempenho nas paradas musicais
Após seu lançamento em formato digital, D-Day alcançou no Japão, a posição de número um no iTunes Top Albums e de número dois na parada semanal da Oricon Albums Chart com vendas de 3,462 mil cópias. Após seu lançamento em formato físico, D-Day atingiu o topo das paradas diária e semanal da Oricon Albums Chart, obtendo vendas de 29,038 mil e 38,000 mil cópias, respectivamente, tornando Daesung, o segundo cantor masculino estrangeiro a ter dois álbuns consecutivos em número um no Japão, atrás apenas do cantor estadunidense Michael Jackson. Adicionalmente, D-Day se tornou o álbum mais vendido de um solista coreano no país, durante o primeiro semestre do ano de 2017 e se converteu no primeiro álbum de Daesung a ser lançado em formato digital na Coreia do Sul.

### Posições
| Paradas (2017)                           | Melhor posição |
| ---------------------------------------- | -------------- |
| Japão (Billboard Japan Hot Albums)       | 1              |
| Japão (Billboard Japan Top Albums Sales) | 1              |
| Japão (Oricon Daily Albums Chart)        | 1              |
| Japão (Oricon Weekly Albums Chart)       | 1              |
| Japão (Oricon Yearly Albums Chart)       | 85             |

## Histórico de lançamento
| Região        | Data                | Formato                      | Gravadora        |
| ------------- | ------------------- | ---------------------------- | ---------------- |
| Coreia do Sul | 28 de março de 2017 | Download digital             | YG Entertainment |
| Japão         | 28 de março de 2017 | Download digital             | YGEX             |
| Japão         | 12 de abril de 2017 | CD CD+ DVD edição playbutton | YGEX             |